# Bessenbach
Bessenbach település Németországban, azon belül Bajorországban. Lakosainak száma 5609 fő (2023. december 31.). Bessenbach Hohe Wart, Sulzbach am Main, Mespelbrunn, Laufach, Waldaschaff, Forst Hain im Spessart, Waldaschaffer Forst és Haibach (Unterfranken) községekkel határos.

## Népesség
A település népessége az elmúlt években az alábbi módon változott:
| Lakosok száma | 4337 | 3271 | 5795 | 5740 | 5765 | 5678 | 5737 | 5694 | 5667 | 5609 |
|               | 1970 | 1975 | 2011 | 2012 | 2014 | 2015 | 2017 | 2019 | 2022 | 2023 |